# 小基米蒂納河
小基米蒂納河是俄羅斯的河流，位於堪察加半島，河道全長約95公里，流域面積1,290平方公里，河水主要來自融雪和雨水，最終注入大基米蒂納河。